# Пал Енджелі
Пал Енджелі (алб. Pal Engjëlli; нар. 1416 — пом. 1470) — албанський кардинал, архієпископ Дурреса. Він вважається соратником Скандербега, якого він супроводжував у дипломатичних місіях в пошуках допомоги у боротьбі з Османською імперією.
Йому належить авторство самої ранньої фрази албанською мовою, яка збереглася (Un'te paghesont' pr'emenit t'Atit e t'Birit e t'Spirit Senit, Хрещу тебе в ім'я Отця і Сина і Святого Духа). Вона виявлена у пасторському посланні архієпископа датованому 8 листопада 1462, яке у даний час зберігається в Бібліотеці Лауренціана у Флоренції. Це було виявлено румунським вченим Ніколае Йоргом у 1915 році.